# Ignacy Dygas

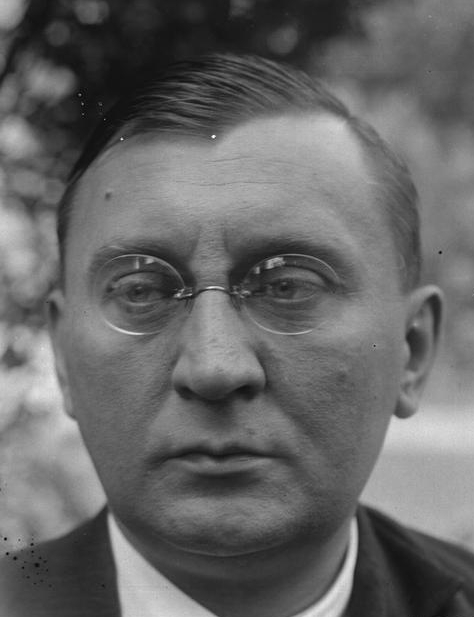
Ignacy Dygas

Ignacy Dygas (* 29. Juli 1881 in Warschau; † 17. Mai 1947 ebenda) war ein polnischer Sänger (Tenor).
Dygas studierte Veterinärmedizin, begann aber zugleich eine Gesangsausbildung als Bariton am Warschauer Konservatorium bei Józef Szczepkowski. 1903 hatte er seinen ersten Konzertauftritt, und 1905 debütierte er am Teatr Wielki unter dem Pseudonym Ignacy Gorczyński als Valentin in Gounods Faust. Als Schüler von Witold Aleksandrowicz wechselte er zum Tenorfach und debütierte als Jontek in Stanisław Moniuszkos Halka.
Ab 1907 studierte er bei Vincenco Lombardi in Mailand und trat unter dem Namen Ignacio Digas an vielen großen Opernhäusern Italiens auf – in Turin und Padua, an dem Teatro Lirico (Mailand), dem Teatro San Carlo (Neapel), dem Teatro Massimo (Palermo), dem Teatro Carlo Felice (Genua, 1909), dem Teatro Costanzi (Rom, in Lohengrin und als Pollione in Norma, 1910) und dem Teatro Comunale di Bologna. Große Erfolge hatte er auch in Madrid, Montevideo und Rio de Janeiro. Von 1910 bis 1914 trat er in Polen auf und leitete ab 1913 auch die Warschauer Oper. In der Saison 1913/14 trat er außerdem in Sankt Petersburg auf, von 1914 bis 1916 sang er am Simin-Operntheater. In der Saison 1916/17 gastierte er am Moskauer Bolschoi-Theater und trat am Mariinski-Theater in Sankt Petersburg als Hermann in Tschkowskis Pique Dame auf.
1917 kehrte er an die Warschauer Oper zurück. 1918 gründete er eine eigene Theatertruppe, mit der er Gastspiele in vielen Städten Polens gab. Von 1919 bis 1924 war er Erster Tenor am Warschauer Teatr Wielki. Ab 1924 lebte er in den USA, wo er u. a. in Chicago, New York und Detroit auftrat, und gab Gastspiele in Rumänien, Jugoslawien und der Tschechischen Republik. Seinen letzten Auftritt hatte er 1937 in Warschau als Eleazar in Fromental Halévys La Juive. Neben gelegentlichen Bühnenauftritten unterrichtete er danach Gesang am Konservatorium Warschau.